# Simplicia eriodes
Simplicia eriodes là một loài bướm đêm trong họ Noctuidae.